# Zoebr
Zoebr (Wit-Russisch: ЗУБР) is een burgerjeugdorganisatie in Wit-Rusland in oppositie tegen president Aleksandr Loekasjenko. De organisatie heeft strategische inspiratie van de Servische studentenbeweging Otpor ontvangen, die Slobodan Milošević in 2000 in Servië omverwierp, en van Gene Sharps geschriften over niet-gewelddadige actie. Zoebr bereikte in 2005 internationale bekendheid toen de Amerikaanse minister van buitenlandse zaken Condoleezza Rice in Litouwen een ontmoeting had met de leiders van de organisatie, waarbij zij opsluiting bij terugkeer riskeerden.